# Туюцький сільський округ
Тую́цький сільський округ (каз. Тұйық ауылдық округі, рос. Туюкский сельский округ) — адміністративна одиниця у складі Кегенського району Алматинської області Казахстану. Адміністративний центр — село Туюк.
Населення — 1008 осіб (2021; 1296 у 2009, 1425 у 1999, 1541 у 1989).
Станом на 1989 рік існувала Туюцька селищна рада (смт Туюк). До 2013 року сільський округ мав статус селищної адміністрації.

## Склад
До складу округу входять такі населені пункти:
| Населений пункт | Населення, осіб (1989) | Населення, осіб (1999) | Населення, осіб (2009) | Населення, осіб (2021) |
| --------------- | ---------------------- | ---------------------- | ---------------------- | ---------------------- |
| Туюк, село      | 1541                   | 1425                   | 1296                   | 981                    |
| --Коктас-1      | -                      | -                      | -                      | 5                      |
| --Шекара-2      | -                      | -                      | -                      | 10                     |
| --Шекара-3      | -                      | -                      | -                      | 6                      |
| --Шекара-4      | -                      | -                      | -                      | 6                      |